# 4579 Пуччіні
4579 Пуччі́ні (4579 Puccini) — астероїд головного поясу, відкритий 11 січня 1989 року.
Тіссеранів параметр щодо Юпітера — 3,510.